# Карловско
 Тази статия е за историко-географската област.  За общината вижте Карлово (община).  За селото в Ивайловградско вижте Карловско (село).
Карловско е историко-географска област в Южна България, около град Карлово.
Територията ѝ съвпада приблизително с някогашната Карловска околия, а днес включва общините Карлово и Сопот, северната част на община Калояново (селата Горна махала, Долна махала, Иван Вазово, Песнопой, Бегово, Отец Паисиево и Сухозем), както и град Хисаря и селата Михилци и Черничево от община Хисаря и селата Сърнегор и Свежен от община Брезово. Разположена е в Карловската котловина и близките части на Стара планина и Средна гора. Граничи с Тетевенско, Троянско и Севлиевско на север, Казанлъшко на изток, Пловдивско на юг и Пирдопско на запад.